# 10834 Гейдо Зембс-Схреве
10834 Гейдо Зембс-Схреве (10834 Zembsch-Schreve) — астероїд головного поясу, відкритий 8 листопада 1993 року.
Тіссеранів параметр щодо Юпітера — 3,566.
Названо на честь голландського розвідника Гейдо Зембс-Схреве (1916 — 2003)